# Abasevo-kultúra

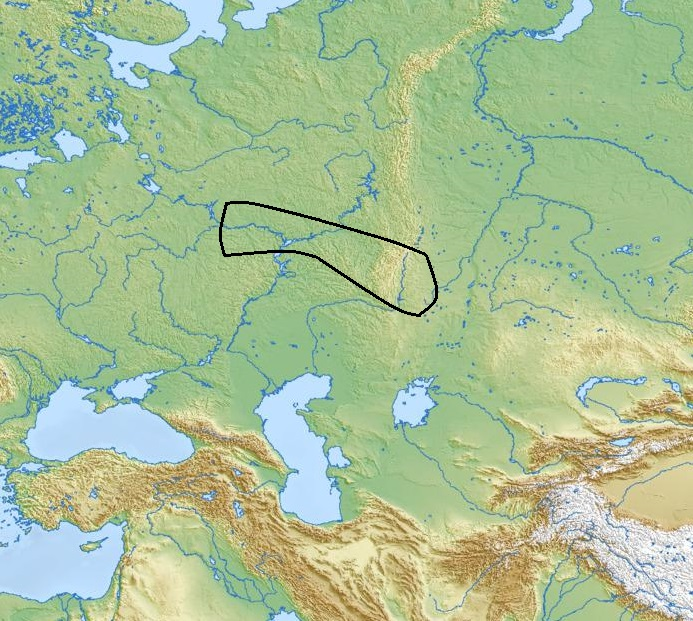
Abasevó-kultúra

Az Abasevó-kultúra (orosz nyelven: Абашевская культура, romanizálva: Abasevszkaja kul'tura) egy késő középső bronzkori régészeti kultúra, kb. i. e. 2200-1850 közötti időkből, amelyet a középső Volga és a Káma folyó völgyeiben a Szamara-kanyartól északra és a déli Ural-hegységbe nyúlóan találtak. Nevét a csuvasföldi Abasevó faluról kapta.
Az Abasevó-kultúra a Fatyjanovo-Balanovo-kultúrából, a közép-európai Zsinegdíszes kerámia kultúrája keleti mellékágából ered, és figyelemre méltó kohászati tevékenységéről és a szekerek használatára utaló bizonyítékokról a végső fázisában, amely végül a Volosovó kultúrát olvasztotta magába. Az abasevói-kultúrát gyakran az indoiráni nyelvjárás előtti vagy protoindoiráni nyelvjárásnak tekintik. Jelentős szerepet játszott a Szintasta-kultúra és a Srubnaja-kultúra kialakulásában.

## Eredete
Az abasevó-kultúra feltehetően a Kr. e. 3. évezred elején alakult ki az északi Donon, a korábbi Fatyjanovo–Balanovo-kultúra területének egy részét foglalta el, amely a korábbi Zsinegdíszes kerámia kultúrája keleti változata.
Az abasevó-kultúra kialakulásában döntő szerepet játszottak a nyugatabbról érkező hatások. A Zsinegdíszes kerámia kultúrájából eredő közép-európai kultúrák körébe tartozik. E környezet népeiből végül kelták, italikus népek, germán népek és szlávok fejlődtek ki. Az abasevói népek végső soron Közép-Európából származnak.
Az abasevó-kultúrára a Jamnaja kultúra és a katakombák-kultúrájának hatása kimutatható. Az abasevó-kultúra legkiválóbb szakértője, Anatolij Prjakin arra a következtetésre jutott, hogy a kultúra a Fatyjanovo-Balanovo, a katakombák és a Poltavka népek közötti kapcsolatokból származik a déli erdőssztyeppén. A Jamnaja kultúra hatása körülbelül i. e. 1700-ig fennmaradt, új technológiák, hagyományok és szokások megjelenésével.
Az abasevó-kultúra a sztyeppei kultúra kiterjesztését jelenti az erdei zónába.

## Elterjedése
Az Abasevó-kultúra a középső Volga és a Don felső szakaszának erdős sztyeppes területein virágzott. A lelőhelyeket nagyrészt kurgán-temetők és néhány, rézolvasztásra utaló nyomokkal rendelkező terület képviselte. Néhány település a középső Volga északi sztyeppéire is kiterjedt.
Úgy tűnik, hogy az abasevói kultúra magába olvasztotta a Volosovó-kultúra egyes részeit. A Volosovó-kultúrával való érintkezés a jelek szerint elősegítette a pásztorkodás és a kohászat elterjedését az északi erdei kultúrákban.
Az Abasevó-kultúra legkeletibb lelőhelyei a déli Ural mentén találhatók. Ezeket a lelőhelyeket a Szintaszta-kultúra eredetével hozzák összefüggésbe. Az Abasevó-kultúra egy don-volgai, egy közép-volgai és egy dél-uráli változatra oszlik. Az északi Don mentén az Abasevó-kultúra a katakomba-kultúrát váltotta fel. A középső Volga mentén a Poltavka-kultúrával élt együtt. 
Jelena Je. Kuzmina szerint a Seima-Turbino jelenség az Abasevó kultúra, a katakomba kultúra és a korai andronovói kultúra kölcsönhatásának eredményeként alakult ki.

## Jellemzői

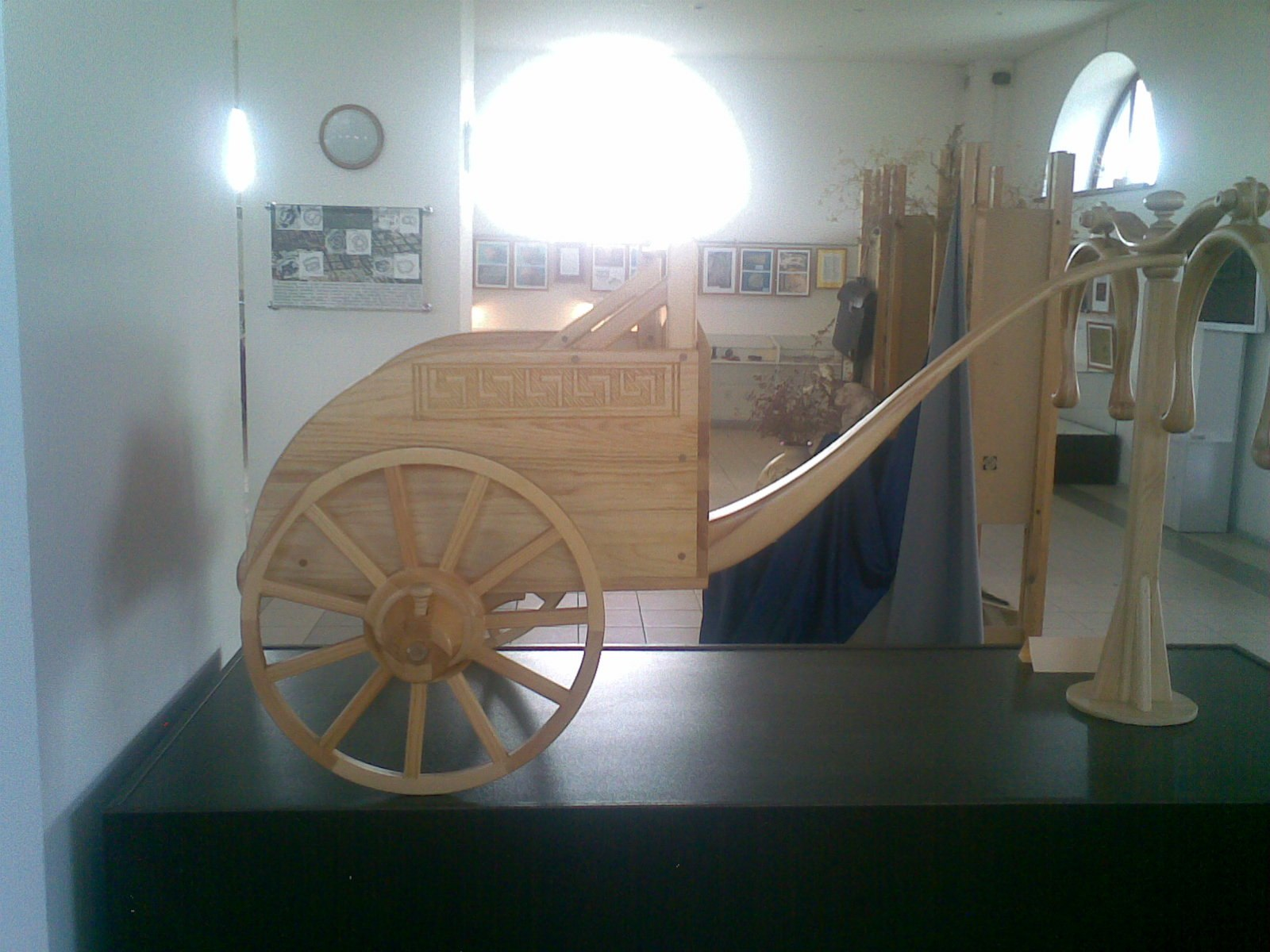
Szekér az Abasevo-kultúrából

A lovakat a pontusi-kaszpi sztyeppén háziasították.

## Települései
Az abasevói kultúra típuslelőhelye a Csuvas Köztársaságban található Abasevó. Több mint kétszáz települést találtak. Úgy tűnik, hogy ezek közül néhányat csak rövid ideig laktak, és csak kettő tűnik megerősítettnek.

## Temetkezéseik
Az abasevói-kultúrát elsősorban a különböző kurgán temetők képviselik. A kurgánokat kör alakú árok vette körül, és a sírgödrök széleinél párkányok voltak. 
A testet vagy oldalra összehúzódva, vagy felhúzott térdekkel, behajlított lábakkal, hanyatt fekve helyezték el. Temetkezési szokásaik úgy tűnik, hogy a poltavkai-kultúrából származtak, sírba temetkezési szokásaik a tumulákban hasonlóak a Jamnaja kultúrához és a Fatyjanovo–Balanovo-kultúrához.
A lapos sírok az abasevó-kultúra temetkezési rítusának részét képezik, akárcsak a korábbi fatyjanovoi kultúrában. Az abasevó-kultúra kurgánjai megkülönböztetendők a fatyjanovó-balanovói kultúra lapos sírjaitól. Egy jól ismert abasevói kurgán Pepkinóban huszonnyolc férfi maradványait tartalmazta, akik a jelek szerint erőszakos halált haltak.
A sírfelajánlások szűkösek, alig több, mint egy-két edény, általában zúzott héjú temperából. Néhány sírban nyírfakéregpadló és falakat és tetőt alkotó faszerkezet nyomait találjuk. A magas rangú abasevói sírok ezüst- és rézdíszeket, valamint fegyvereket tartalmaznak. Néhány sírban rézolvasztásra szolgáló olvasztótégelyeket és öntőformákat találtak, valószínűleg bronzműveseknek fenntartott temetéseken.

## Ruházatuk
A magas státuszú abasevói nők jellegzetes fejpántot viselnek, amelybe rézből és ezüstből készült medálok kerültek. Ezek a fejpántok az abasevó-kultúrában egyedülállóak, és valószínűleg etnikai jelzőt és a politikai státusz szimbólumát jelentik.
Az abasevói nők diadémjai nagyon hasonlítanak a mükénéi görögországi elit nők diadémjaihoz, amit Elena Efimovna Kuzmina az ezen ókori kultúrák közötti kulturális szinkronizáció bizonyítékaként említ.

## Kerámiáik
Az abasevói kerámia a délebbre fekvő katakomba-kultúra hatásait mutatja. Ennek kerámiái viszont hatással vannak a Szintasta-kultúra kerámiáira.

## Fémtárgyaik
Az abasevó-kultúra a kohászat fontos központja volt, mivel a déli Urál a helyi réz egyik fő forrását biztosította. Rézolvasztásra utaló nyomok vannak, és a kultúra rézbányászati tevékenységet folytatott, ami ösztönözte a szintasztai kohászat kialakulását.
Az abasevói fémtárgyak mintegy fele rézből, míg a másik fele bronzból készült. Ezüsttartalmú érceket is kitermeltek, amelyekből ezüstdíszeket készítettek. Az abasevói fémtípusok, például a kések nagyon hasonlítottak a katakomba-kultúra és a poltavkai-kultúra fémtípusaihoz.

## Gazdasága
Az abasevói-kultúra gazdasága vegyes mezőgazdaság volt. szarvasmarhát, juhot, sertést és kecskét, valamint egyéb háziállatokat tartottak. Kődarálók és fém sarlók a mezőgazdaság bizonyítékai.
Nyilvánvalóan lovakat is használtak, amire a szomszédos sztyeppei kultúrákra és a mükénéi Görögországra jellemző pofadarabok alapján lehet következtetni. Elena Kuzmina (2007) szerint az első pofadarabbal ellátott szekerek ellenőrzése az abasevói és a többkordonos agyagkultúrához köthető.
Sintasta lakossága az abasevói állattenyésztéstől származtatta állattenyésztését. Az abasevói szarvasmarha az ukrán szürke típusú volt, és ezt a szarvasmarhát korábban a pontusi sztyeppén és a Duna mentén élő korábbi neolitikus kultúrákban is tenyésztették. Ezt a szarvasmarha-típust később a sintastai- és a szrubnai-kultúra is átvette.

## Hadviselésük
A régészeti bizonyítékok arra utalnak, hogy az abasevói társadalom intenzíven harcias volt. A tömegsírokból kiderül, hogy a törzsek közötti csatákban mindkét oldal harcosainak százai vettek részt, ami a régiók közötti politikai integráció jelentős fokára utal. Úgy tűnik, hogy a háborúskodás a késő abasevói időszakban gyakoribb volt, és ebben a viharos környezetben alakult ki a sintasta-kultúra.

## Nyelvészet
David Anthony feltételezi, hogy az abasevó nép pre- vagy protoindoiráni nyelvet beszélt, mivel ez az uráli nyelvekben az indoiráni kölcsönszavak lehetséges forrása. Az abasevó nyelv indoiráni jellegzetességét a finn és a szaámi nyelvben található kölcsönszavak is bizonyítják.
Valószínűleg egy kétnyelvű népesség asszimilációs folyamatának volt tanúja.

## Fizikai típus
Az abasevói emberek fizikai maradványaiból kiderült, hogy kaukázusi/europoidok voltak, dolichocephalikus koponyával. Az abasevói koponyák nagyon hasonlítanak a megelőző Fatjanovó-Balanovó-kultúra, valamint az azt követő Sintasha-kultúra, Andronovó-kultúra és Srubnaja-kultúra koponyáihoz, míg különböznek a Jamnaja-kultúra, Poltavka-kultúra, Katakomba-kultúra és Potapovka-kultúra koponyáitól, amelyek bár hasonló robusztus europid típusba tartoznak, kevésbé dolichocephalikusak. Az abasevói, sintastai, andronovói és srubnajai testalkattípus később a szkítáknál is megfigyelhető.

## Utódaik
Az abasevó-kultúra szoros kapcsolatban áll a sintasta-kultúrával, és bizonyára szerepet játszott annak kialakulásában, a sintasta-kultúra azonban abban különbözik az abasevó-kultúrától, hogy megerősített településekkel rendelkezik, nagyszabású állat-áldozatokat végez, valamint különbözik fémtípusaiban és díszítményeiben is.
Az Abasevó-kultúra és a későbbi Srubnaya-kultúra közötti folytonosságra mutattak rá. A Potapovka-kultúrával együtt az Abasevó-kultúrát a Srubnaya-kultúra ősének tekintik. Maga a Potapovka-kultúra a Poltavka-kultúrából alakult ki az Abasevó-kultúra hatásaival.